# Maurice Larcange
 (décembre 2018).
 (décembre 2018).
Maurice Larcanche dit Maurice Larcange est un accordéoniste et compositeur français né le 20 août 1929 à Haveluy près de Valenciennes (Nord) et mort le 14 septembre 2007.
Il fait partie avec Roland Zaninetti, Aimable, Joss Baselli, André Lips et Jean Cardon, de la génération d'accordéonistes de l'entre-deux-guerres, originaires du Nord de la France.

## Biographie
Son père Émile Larcanche, violoniste, trompettiste, banjoïste, mandoliniste et accordéoniste est un professeur de musique qui dirige une école d'accordéon à Trith-Saint-Léger, ville voisine de Valenciennes. Il a notamment comme élève un dénommé Aimable Pluchard dit Aimable.
Maurice Larcange apprend le cor et l'accordéon. Pourtant, il rêve d'athlétisme et veut pratiquer le football. Néanmoins, l'accordéon l'attire ; et il étudie sérieusement la musique.[Interprétation personnelle ?] Avec son frère André à la batterie, ils participent à des galas.
En 1946, il rencontre un ami saxophoniste professionnel qui lui demande de venir avec lui en Bretagne pour jouer sur un bateau. Finalement, ceci ne se fera pas et c'est en errant de plages en plages et de bars en bars que Maurice sera repéré par le gérant d'une boîte de nuit à Perros-Guirec et sera engagé.
Après l'armée, il retrouve Aimable, ami de son père, qui lui conseille de  transformer son patronyme Larcanche en Larcange et, de plus, il lui trouve du travail à Paris.[réf. nécessaire]
Il commence au Floréal puis à La Croix de Malte, au Balthazar, au Madrid, à la Boule rouge. Il trouve un engagement chez Polydor  et, dès son premier disque, il obtient un succès en Allemagne.[réf. nécessaire]
À partir des années 50, il est connu tant au niveau national qu'au niveau international à travers de nombreux enregistrements, arrangements et compositions. À ce propos, on lui doit des centaines de compositions dont certaines sont des succès comme : 'La marches des footballeurs' avec André Verchuren, 'Génération musette', 'Pistonette', 'C'est bon le madison', 'Paris musique, Paris musette', 'La grande Valse', 'Capricieuse', 'Look Musette', etc. et des chansons.
Il obtient le grand prix du disque de l'Académie Charles Cros en 1969. Il participe au bureau du Syndicat National des Artistes Chefs d'Orchestre Professionnels de Variétés et Arrangeurs (S.N.A.C.O.P.V.A.)  jusqu'à dans les années 1990 et reçoit une « appogiature » en 2002.
Faisant partie des membres du jury du Trophée Emile Vacher, il découvre une fillette âgée de 9 ans et demi, qui interprète Les Triolets avec une virtuosité extraordinaire Domi Emorine, qui lui donne l'idée de créer « Les Petits Prodiges de l'Accordéon » et en 1987, il fonde sa propre école d'accordéon  et contribue, ainsi, à lancer la carrière de très jeunes accordéonistes.
Pour tous ces jeunes, il est l'homme de la providence, généreux au plein sens du terme ce qui lui vaut le surnom de « Momo ». Le seul handicap  de « Momo » est d'être constamment en avance sur son temps.[Interprétation personnelle ?]
Il n'est pas étranger au renouveau du musette en France et il défend avec opiniâtreté la Chanson française. Il permet à l'accordéon d'acquérir, auprès du public, la place qu'il mérite.[Interprétation personnelle ?]
Il fait, également, des tournées avec la Plus Grande Guinguette du Monde. Il vit une partie de son existence au 15 bis de l'avenue Victor Hugo à Chatou.
Il décède à l'âge de 78 ans d'un cancer foudroyant et sa tombe se trouve au cimetière de Croissy-sur-Seine (Yvelines).

## Discographie
- Discographie

## Source
- Jean Baréal et André Théron, Les Rois de l'accordéon, Robert Laffont, 1967.
- Tranche de vie, Maurice Larcange, Accordéon et accordéonistes n°19, avril 2003